# Ariane Frédérique
Ariane Frédérique est une actrice québécoise.

## Biographie
Née en 1974, Ariane Frédérique a commencé sa carrière à six ans en participant à des commerciaux à la télévision, puis est passé au cinéma à l'âge de neuf ans en faisant partie de la distribution du film "La Dame en couleurs" du réalisateur Claude Jutra. Ensuite, elle participe à "D'amour et d'amitié", un téléroman de télé-métropole et à la télé-série "Les Filles de Caleb" avec Marina Orsini et Roy Dupuis. Puis elle incarne le personnage principal dans "Ruth" de François Delisle en 1994.
Après une pause professionnelle de trois ans, durant laquelle Ariane termine sa scolarité et voyage beaucoup, elle commence ses études en interprétation théâtrale au Collège Lionel-Groulx à Sainte-Thérèse. En l'an 2000, année où elle termine ses études, elle fonde une compagnie de production de théâtre avec des camarades de classe, celle-ci se transformant peu à peu en un formidable véhicule d'enseignement de l'art dramatique destiné aux adolescents (www.travellingtheatre.ca).
Ariane sera sur les planches au Théâtre D'Aujourd'hui en novembre 2007 à la salle Jean-Claude Germain dans la pièce "Roche, papier, couteau" de Marilyn Perreault, dans une mise en scène de Marc Dumesnil (www.theatreink.com).

## Filmographie

### Cinéma
- 1985 : La Dame en couleurs : Gisele
- 1986 : Equinoxe : Nathalie
- 1986 : Le Déclin de l'empire américain : Nathalie
- 1991 : Super Trio (court métrage)
- 1994 : Ruth : Ruth
- 2002 : Moïse : L'Affaire Roch Thériault (Savage Messiah) : Jeannette

### Télévision
- 1989-1992 : Tandem : Karine Saulnier
- 1990-1992 : D'amour et d'amitié : Marie-Lyne Lambert
- 1990-1991 : Les Filles de Caleb : Éva Pronovost
- 1996 : Jasmine : jeune hippie
- 2004 : 11 Somerset : infirmière
- 2011 : 30 vies : prof de yoga
- 2018 : Unité 9 : nouvelle détenue